# 室積海岸

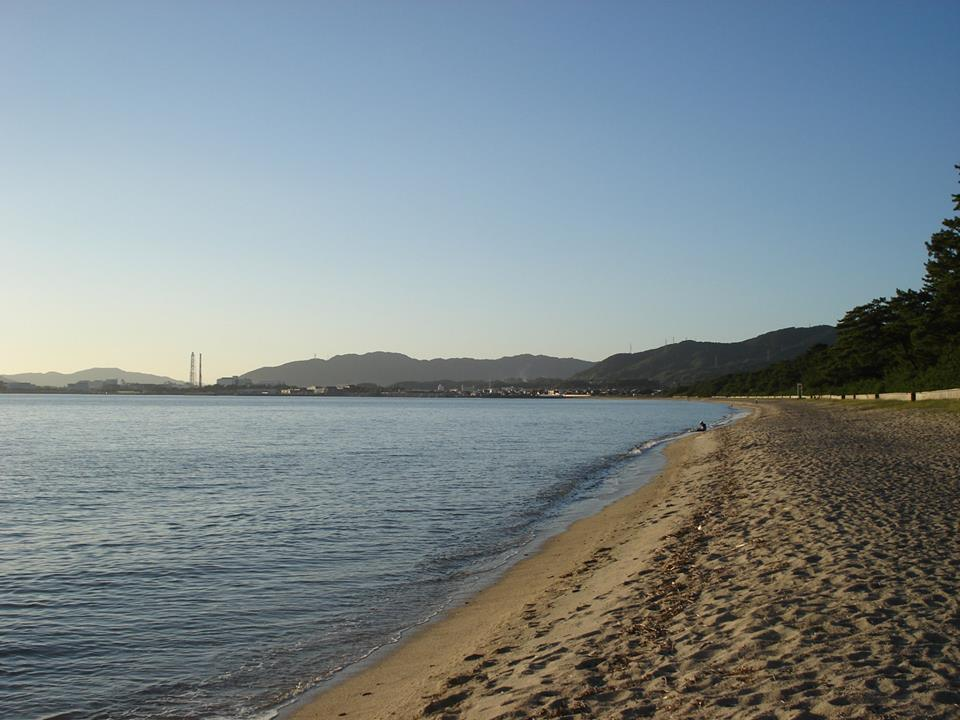
室積海岸

室積海岸（むろづみかいがん）は、山口県光市に位置する海岸で、瀬戸内海国立公園の指定地の一つである。
延長5kmに及ぶ海岸線に沿ってクロマツ林が広がる海水浴場としても知られる。市街地を挟んで西側には、同じく長い海岸線を持つ虹ヶ浜海岸が位置する。

## 砂浜
中国山地特有の真砂土が形成する白色度が高い砂は、独特の景観を形成し、年間数十万人の海水浴客を集めてきたが、1990年代以降は次第に侵食傾向となり、養浜も行われるようになっている。

## 松林
古くは長州藩が御立林であったほか、江戸時代には庄屋が松苗を寄進した記録が残るなど、地域一帯で管理してきた記録がある。明治年間に防風保安林に指定、第二次世界大戦後は県により造林事業のほか、マツクイムシの被害対策などが講じられてきた。日本の白砂青松100選、日本の松林百選などに選ばれ、全国的にも貴重な景観として認知されている。

## 位置
- 北緯33度56分25.1秒 東経131度57分57.5秒 / 北緯33.940306度 東経131.965972度
- 室積海岸 - 地理院地図
- 室積海岸 - Google マップ

## アクセス
- JR光駅または下松駅から、JRバス中国光線で「室積新開」下車。
- JR柳井駅または徳山駅から、防長交通快速「徳山～室積～柳井線」にて「室積新開」下車。